# Hørup Hav
Hørup Hav är en vik i Danmark. Den ligger i Region Syddanmark, i den södra delen av landet. Viken skiljer halvön Kegnæs från ön Als.